# والنتین موراتوف
والنتین موراتوف (به روسی: Валентин Муратов - Valentin Muratov) ورزشکار مرد رشتهٔ ژیمناستیک اهل کشور اتحاد جماهیر شوروی است. وی در بین سال‌های ‎۱۹۵۲ تا ۱۹۵۶ میلادی در مسابقات بازی‌های المپیک تابستانی در مجموع ۵ مدال، شامل ۴ مدال طلا و ۱ نقره را کسب کرد.